# Lansingerland
Lansingerland este o comună și o localitate în provincia Olanda de Sud. A fost formată la 1 ianuarie 2007 prin fuziunea comunelor Berkel en Rodenrijs, Bleiswijk și Bergschenhoek, cunoscute colectiv sub numele de "Triunghiul B".
Numele a fost ales prin consurs și de derivat de la numele Lansingh, digul dintre Delfland și Schieland. Alegerea numelui este simbolică: numele frontierei care le-a împărțit, acum le va uni. "H"-ul din Lansingh a fost abandonat pentru a ușura ortografia.

## Localități componente

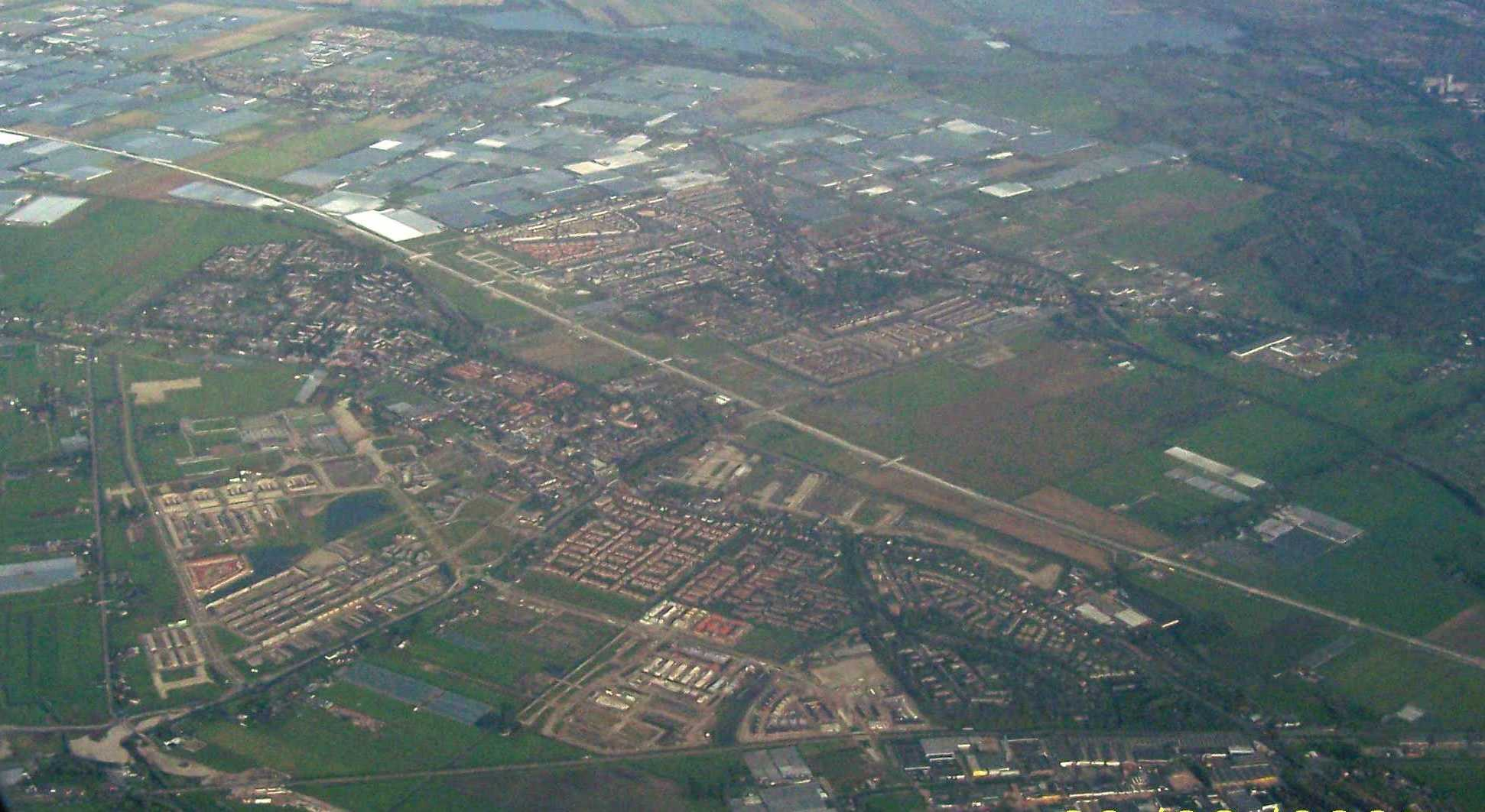
vedere aeriană Lansingerland.

- Bergschenhoek
- Berkel en Rodenrijs
- Bleiswijk
- De Rotte
- Kruisweg